# Cannelle (ossa)
Cannelle (Pirineus occidentals, 1989 - Urdòs, Bearn, Ú de novembre de 2004) va ser una femella d'os bru autòctona dels Pirineus (subespècie europea). Es va tornar famosa perquè fou la darrera ossa reproductora representant d’aquesta població ursina i va ser morta pel caçador René Marquèze, en una batuda del senglar. En l'incident, el seu últim cadell, Canelito, de vuit mesos, va poder escapar i va sobreviure. Canelito és l’últim representant de la soca genètica pirinenca d’Ursus arctos, però al 50%, donat que el seu pare, Nere, és d'origen eslovè.

## Context
L'os bru als Pirineus es trobava al llindar de l'extinció local a la serralada a finals del segle xx, quan només quedaven 4 o 5 exemplars autòctons, degut a la persecució directa per l'home a que es veié sotmesa aquesta població. A partir de mitjans dels anys 90 s'emprengueren diverses mesures per revertir aquesta situació, guanyant molt protagonisme el reforç poblacional mitjançant la translocació d’individus reproductius originaris d’Eslovènia, on resideix una població viable de la mateixa subespècie europea. Entre el 1996 i el 2018 es van translocar 11 exemplars des d'aquest país balcànic (10 a França i 1 Catalunya)
Des de l'inici del programa es van registrar naixements d'ossos als Pirineus i a l'últim cens oficial, divulgat el 2019, s'informaren 52 exemplars vius, entre cadells, sub-adults i ossos adults. Tot i això, la població d'ossos bruns a la serralada continua estant catalogada en perill crític en l'última revisió de la llista vermella de la Unió Internacional per a la Conservació de la Natura (UICN), del 2018.
El reforçament de la població de l'os bru als Pirineus es va iniciar l'any 1996 amb una subvenció del programa Life de la Unió Europea de conservació i protecció d'espècies. Tot i les protestes aquell any, França va alliberar a Melles (Alta Garona) dos exemplars: les osses Živa i Melba, i el 1997, un mascle, en Pyros, tots procedents d'Eslovènia. L'origen va ser seleccionat atenent estudis que demostren que els ossos balcànics, del sud d'Escandinàvia, i els del sud i sud-oest d'Europa pertanyen a una única línia genètica, que s'explica pel fet que es va produir un refugi durant l'última glaciació al sud d'Europa. Translocar ossos del Cantàbric, encara més propers genèticament que els balcànics, no era una opció sobre la taula donada la complicada situació en què aleshores també es trobava aquesta altra població ibèrica, catalogada en perill d'extinció.
La reintroducció de l'os als Pirineus suscita des de l'inici de la seva implantació importants adhesions i oposicions en el conjunt de la societat, amb partidaris i detractors que s'articulen en diversos grups d'influència. La principal resistència es deu al fet que un cop alliberats al nou medi pirinenc, els animals translocats i els seus descendents, així com succeïa amb els anteriors ossos autòctons, poden atacar de forma oportunista a la ramaderia i l'apicultura.

## Biografia
Canelle ou una femella adulta d'os bru que gairebé segur va néixer l'any 1989 i amb tota seguretat era germana de Pestoune (Lagaffe). El seu nom (canyella en francès) era una referència al color clar del seu pelatge. Va ser la mare de tots els ossalls nascuts al Pirineu occidental des de 1995 (data del naixement de la seva primera cria coneguda; Pyren - tot i que una font apunta que ja hauria tingut un cadell anterior, el 1992). En total, Cannelle hauria parit quatre o cinc vegades un únic cadell, als anys: 1992 (desconegut), 1995 (Pyren), 1998 (Aspe-Oest), 2000 (Ossall mort) i 2004 (Canelito).
El seu primer company fou en Papillon, però aquest va ser desplaçat per Nere fruit del qual va néixer després Canelito. Essencialment freqüentava el massís de Sesques, entre les altes valls d'Aspa i d'Aussau. Va ser executada en una batuda de senglar l'u de novembre del 2004, a la ribera dreta de la Vall alta d'Aspa, en el municipi de Urdòs. La seva darrera cria, Canelito, va quedar òrfena però va sobreviure. Les estimacions de l'edat de Cannelle al morir la situen congruentment en la forquilla entre els 15-16 anys. El seu cos es conserva dissecat en el museu de Tolosa, al Llenguadoc (veure imatge adalt).

### Mort
El 26 d'octubre de 2004 Cannelle va ser filmada a la vall d’Aspa amb el seu cadell Cannellito, llavors de pocs mesos. Les entitats conservacionistes havien alertat que Cannelle es trobava a la zona on pretenien realitzar la batuda, però els caçadors van decidir tirar-la endavant.
L'1 de novembre de 2004 un grup de sis caçadors es va dirigir a les altures d'Urdòs a la caça del senglar. Un dels caçadors va veure arribar Cannelle i disparà per sobre per intimidar-la. Un altre caçador, René Marquèze, va ser empès per l’ossa cap a un barranc. Segons les seves declaracions, l'ossa el va arraconar a la vora del precipici quan la va disparar: abatuda, l'ossa va caure en un barranc on, posteriorment la gendarmeria va haver de recuperar el seu cos amb un helicòpter.. En el moment de la seva mort, Cannelle mesurava 2,28m de llarg i 0,72 m a la creu, pesant de 95 kg.
Segons les associacions de defensa de l'os, Cannelle hauria efectuat una "càrrega d'intimidació", mentre que per als opositors de l'os, René Marquèze hauria disparat en una situació de defensa pròpia. L’autòpsia revelà que la bala va entrar a la part superior de la part toràcica lateral dreta, va trencar les costelles i va sortir al nivell alt de l'extremitat posterior esquerra. Els experts, en canvi, no van poder determinar quina distància separava el caçador de Cannelle. Segons els informes, el caçador va plorar després de disparar contra l'os.
La mort de Cannelle despertà una onada d'indignació a França. El llavors President de la República, Jacques Chirac, lamentà "una gran pèrdua per a la biodiversitat a França i a Europa" i esperonà els poders públics perquè realitzessin una segona reintroducció d'ossos eslovens als Pirineus. Aquesta es produiria el 2006, quan van ser translocats cinc plantígrads més.

## Procés per destrucció d'espècie protegida
El 19 de gener del 2007, René Marquèze, de 64 anys, va ser absolt pel Tribunal Correccional de Pau del crim de destrucció d’espècie protegida amb l'eximent d'estat de necessitat (semblant a la legítima defensa). Però la fiscalia i set de les vuit entitats que s'havien presentat com a part civil del procés, van recórrer la decisió entrant amb un recurs el 6 d'abril. El setembre del 2009, la Cort d'Apel·lació de Pau va reconèixer la responsabilitat del caçador i anul·là l'absol·lució del caçador,ordenà la derivació del cas amb finalitats correccionals, i condemnà l'acusat a pagar 11.000 € per danys i interessos a les entitats.
El caçador va recórrer la decisió i el 21 d'abril de 2008 es va beneficiar d'una absolució del jutjat penal de Pau. D'acord amb els seus arguments, el tribunal confirmà l'estat de necessitat i considerà que els caçadors d'Urdòs no podien ser responsabilitzats per la mort de l'ossa, donat que la decisió de prohibir la caça en aquest sector corresponia a les autoritats.
Tanmateix, l'11 de septembre del 2009 Marquèze va ser condemnat per apel·lació a pagar un total d’ 11.000 euros a set de les vuit parts civils. I el juny del 2010 la Cort de Cassació francesa fixà la condemna definitiva, segons la qual el caçador hagué de pagar 10.000 €. El maig del 2013, l’associació de caçadors de la qual formava part Marquèze va ser condemnada a pagar 53.000 € a l'entitat conservacionista WWF pels danys morals que va patir.

## Naturalització i conservació
El cadàver de Cannelle es va guardar per primera vegada en un congelador a l'Escola Nacional de Veterinària de Tolosa de Llenguadoc. Posteriorment, l'agost de 2013, l’ossa va ser naturalitzada per Brian Aïello i Jean-Pierre Barthès, els taxidermistes del museu d’història natural de Tolosa (MHNT), i el van integrar a les col·lecció del museu. La maqueta de Cannelle es va presentar durant l'exposició temporal Our, mythes et réalités de l'11 d'octubre del 2013 al 4 d'agost del 2014. La naturalització del plantígrad es va dur a terme amb un procés innovador desenvolupat pel laboratori de taxidermia del museu de Tolosa. Aquesta naturalització va requerir tres mesos de treball. Totes les etapes van ser objecte d'un documental de Jacques Mitsch titulat «On l'appelait Cannelle» (Li dèiem Cannelle) i d'un seguiment fotogràfic de Christian Nitard.

Naturalització de l’ossa Cannelle per Brian Aïello, taxidermista del museu de Tolosa
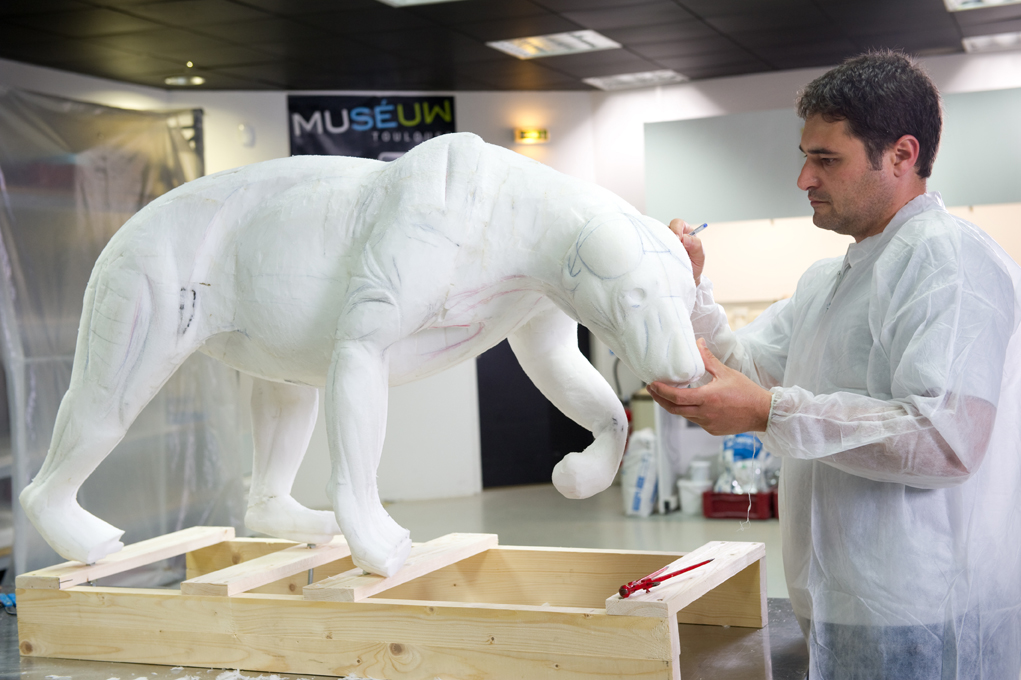
1. El maniquí.
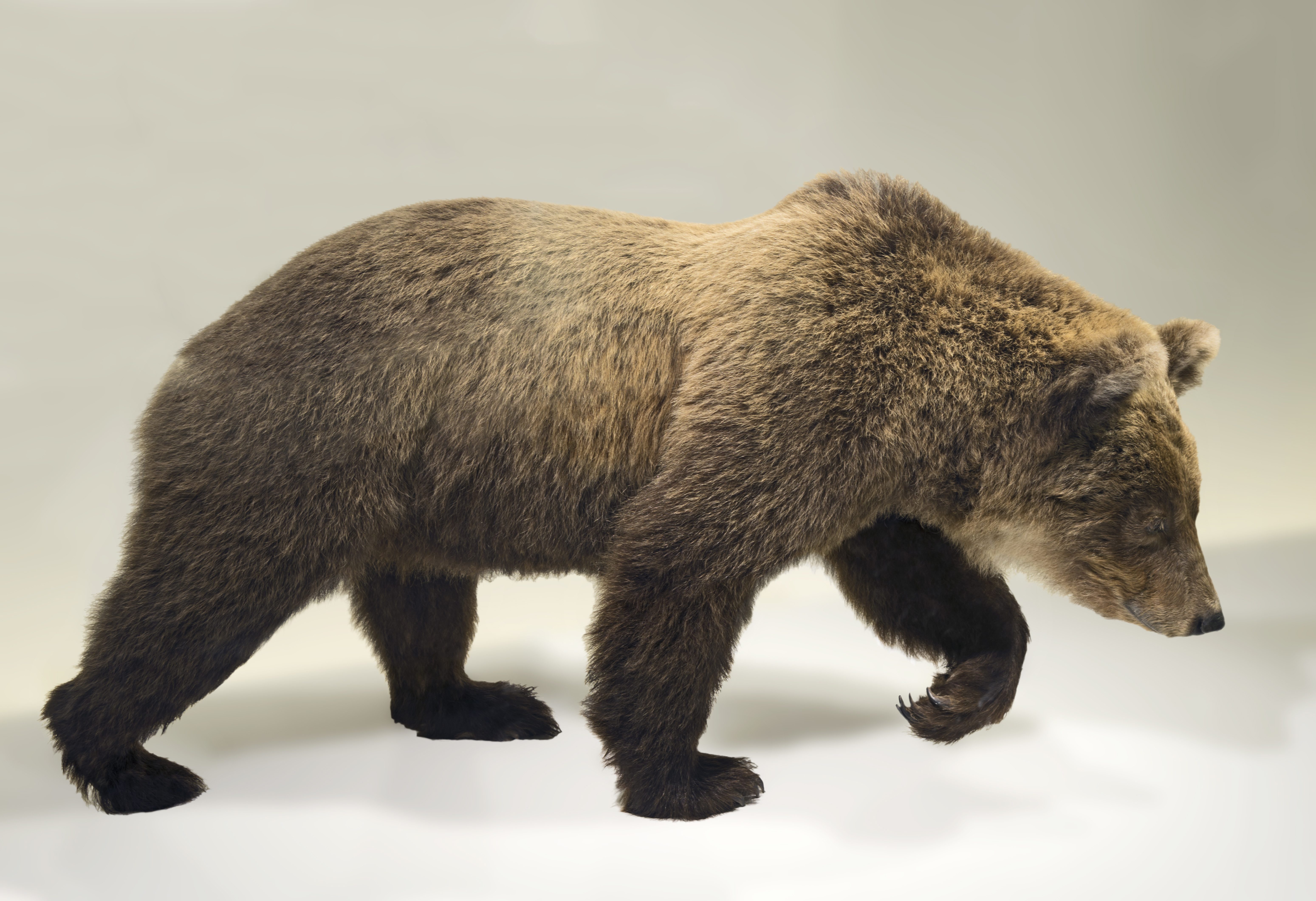
2. L’animal reconstituït.